# Sef Kersten
Sef Kersten (Venlo, 15 november 1957) is een voormalig Nederlands voetballer die tijdens zijn profloopbaan uitsluitend voor FC VVV speelde.

## Loopbaan
Kersten maakte in 1978 samen met ploeggenoot Izac Nunumete de overstap van de amateurs van VOS naar toenmalig eredivisionist FC VVV. Na de degradatie in 1979 maakte hij daar zijn competitiedebuut op 9 september 1979 in een met 3-1 gewonnen thuiswedstrijd tegen Helmond Sport, als invaller voor Frans Nijssen. Het zou bij die ene wedstrijd blijven. Na afloop van het seizoen keerde Kersten terug naar VOS waar hij nog jarenlang in het eerste elftal zou spelen.

## Profstatistieken
| Seizoen         | Club            | Competitie      | Competitie | Competitie | Beker | Beker | Overige | Overige | Totaal | Totaal |
| Seizoen         | Club            | Competitie      | Wed.       | Dlp.       | Wed.  | Dlp.  | Wed.    | Dlp.    | Wed.   | Dlp.   |
| --------------- | --------------- | --------------- | ---------- | ---------- | ----- | ----- | ------- | ------- | ------ | ------ |
| 1978/79         | FC VVV          | Eredivisie      | 0          | 0          | 0     | 0     | —       | —       | 0      | 0      |
| 1979/80         | FC VVV          | Eerste divisie  | 1          | 0          | 0     | 0     | —       | —       | 1      | 0      |
| Carrière totaal | Carrière totaal | Carrière totaal | 1          | 0          | 0     | 0     | 0       | 0       | 1      | 0      |